# Rectivena antennata
Rectivena antennata är en stekelart som först beskrevs av Granger 1949.  Rectivena antennata ingår i släktet Rectivena och familjen bracksteklar. Inga underarter finns listade i Catalogue of Life.